# Purísima Concepción (Bonet)
La Purísima Concepción fue una obra realizada por José Esteve Bonet en 1781. Gravemente dañada en 1932 y destruida en 1936, estaba ubicada en la Catedral de Valencia (España).

## Historia

### Origen
La imagen fue sufragada por el arzobispo de Valencia Francisco Fabián y Fuero en 1781 y la misma fue destinada a presidir la recién construida Capilla de la Purísima Concepción en la Catedral de Valencia. Gracias al Libro de la Verdad, un detallado registro en el que Bonet anotaba cada uno de sus encargos, se conoce que el artista entregó la obra el 15 de octubre de 1781 y que percibió por su hechura un total de 160 libras.: 338 

### Atentado
La madrugada del domingo 14 de febrero de 1932, casi un año después del episodio de violencia anticlerical conocido como «quema de conventos», la imagen de la Purísima Concepción fue víctima de un atentado durante un saqueo. Según el sacerdote Andrés de Sales Ferri Chulio: «El 14 de febrero de 1932 fue arrojada de su hornacina por unos ladrones, rompiéndose en varios pedazos al estrellarse contra el suelo». La noche del sábado 13 de febrero varios desconocidos asaltaron la catedral e irrumpieron en la capilla donde se veneraba la talla, la cual derribaron con el fin de poder arrebatarle las alhajas que la adornaban. La imagen se rompió en un total de ochenta y dos pedazos, abriéndose a su vez una enorme grieta que la recorría en sentido vertical como consecuencia del fuerte impacto que sufrió al caer al suelo desde la hornacina. Algunos fragmentos quedaron esparcidos sobre el altar situado bajo el nicho, entre ellos la cabeza, la cual se conservaba íntegra, hecho que permitiría que la obra pudiese ser sometida a un proceso de restauración, lo que la salvaría momentáneamente de la pérdida. Los demás trozos fueron hallados sobre la alfombra que cubría el suelo, como la base, dividida en varios fragmentos, y los objetos e imágenes en miniatura que servían de acompañamiento a la talla. Este acto vandálico acaparó los titulares e incluso provocó manifestaciones por parte tanto de católicos como de republicanos tal y como quedó registrado el 15 de febrero en la Hoja del Lunes:

Esta mañana el sacristán de la catedral descubrió que la Virgen de la Purísima, que aquí se venera extraordinariamente, magnífica obra de arte del siglo xviii, había sido derribada de su altar y rota la cabeza. Además le habían sido quitadas todas las alhajas que tenía puestas, consistentes en 35 sortijas, cinco pulseras y un collar.
El sacristán puso el hecho en conocimiento del cabildo y el sacrílego robo fue conocido rápidamente, acudiendo muchos fieles a la catedral, que, indignados, protestaban del hecho. En uno de los momentos se formó una manifestación bastante numerosa, que recorrió varias calles céntricas dando diversos vivas. Una sección de guardias de asalto disolvió a los manifestantes.
Después se congregaron junto a la catedral muchos republicanos que, a su vez, comentaban contrariados la actitud de los católicos. Las protestas fueron en aumento, y el diputado por Valencia don Sigfrido Blasco tuvo que apaciguar los ánimos, obligando a respetar no sólo la catedral, sino las creencias de los que habían acudido al templo al conocer lo sucedido con la Virgen.
Se formó una manifestación que, presidida por el señor Blasco y otros caracterizados republicanos, se dirigió al gobernador para protestar de que los católicos convirtieran en cuestión política un robo vulgar. El gobernador prometió a sus visitantes evitar estas demostraciones políticas.
Se sabe que el arzobispo, señor Melo, dio también las órdenes oportunas para que, tanto dentro del templo como en las calles no se produjeran manifestaciones.
Cuando los republicanos se dirigían al Gobierno civil, al pasar por frente al Casino de Labradores, fueron arrojadas algunas piedras contra sus balcones, rompiéndose varios cristales. Esta entidad se había negado el día 11 a colocar la bandera republicana en la fachada.
En la catedral se personó la Policía y el Juzgado, instruyendo las diligencias del caso.

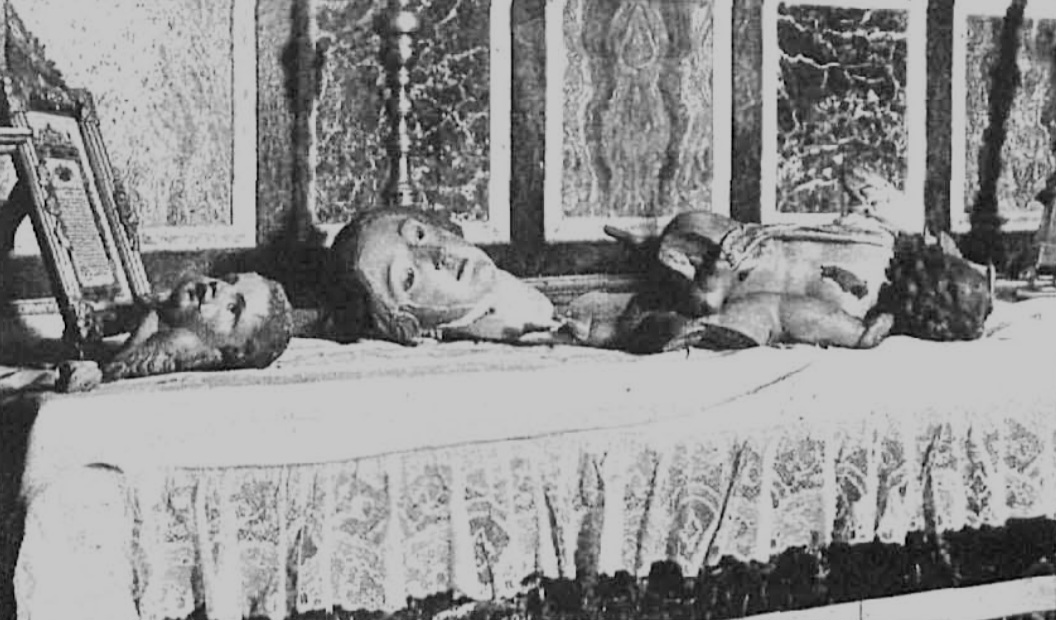
Fragmentos de la imagen sobre el altar.

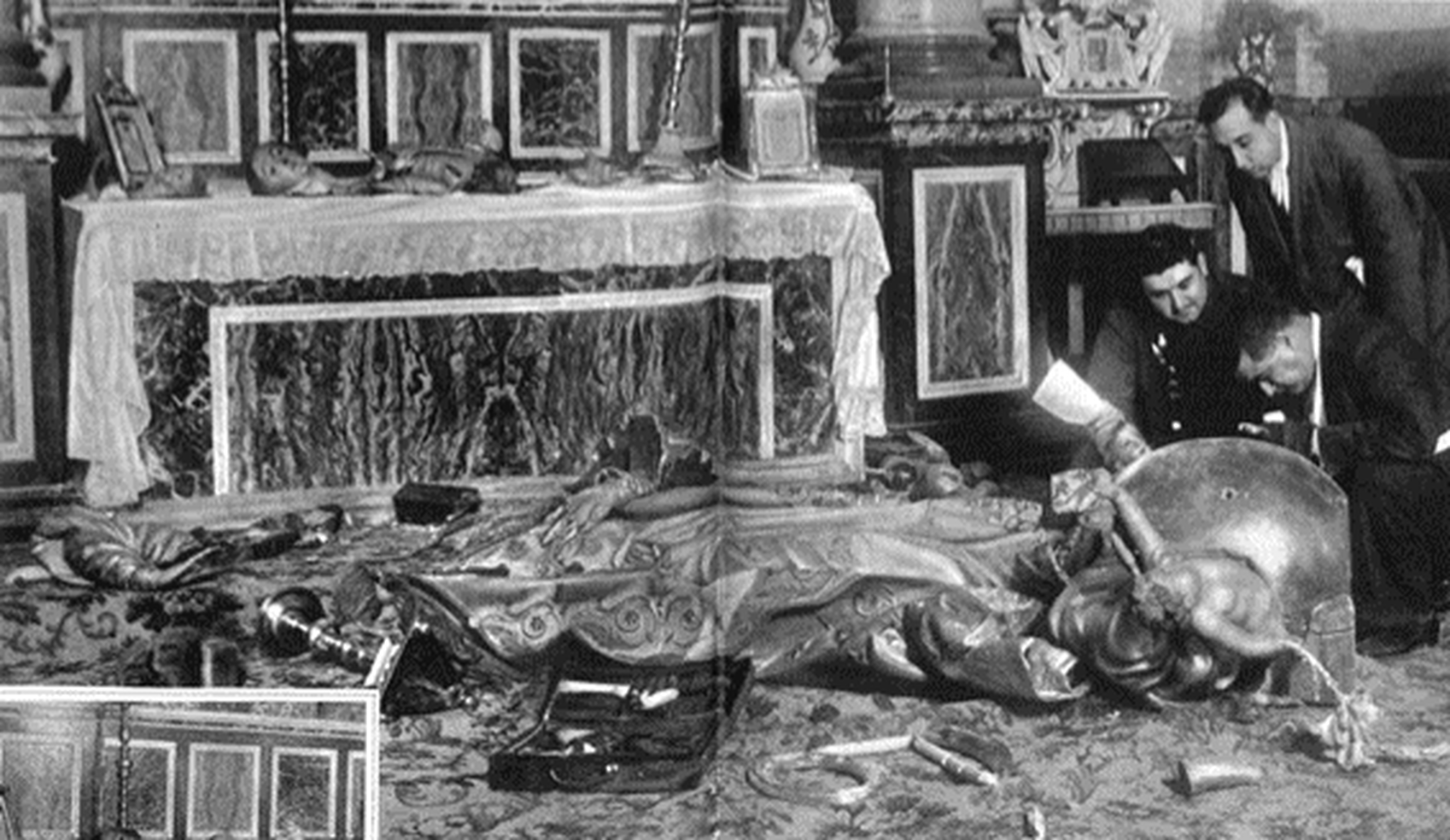
Miembros del Gabinete de Identificación Criminal tomando huellas dactilares a los restos de la imagen.

La revista Mundo Gráfico, en su edición del 17 de febrero, se hizo eco del atentado contra la imagen así como de la manifestación en repulsa por el acto, mostrando a su vez evidencia fotográfica de los hechos:

[…] fué destrozada por los ladrones, tirándola al suelo por medio de cuerdas, y apoderándose después de las valiosas alhajas que poseía. [...] El público ante la capilla de la Purísima, observando los destrozos causados por los ladrones, que después de tirar al suelo la imagen, se apoderaron de sus alhajas. […] Personal del Gabinete de Identificación Criminal sacando las huellas dactilares que dejaron marcadas los ladrones sobre los restos de la imagen de la Purísima destrozada por ellos, después de robar las alhajas que poseía. […] quedaron sobre el altar […] la cabeza de la bella imagen de la Purísima y los restos de los angelitos que decoraban la peana. […] Los fieles [...] acudieron a rezar el Rosario de desagravio por el robo sacrílego perpetrado en la Catedral, [...] no teniendo cabida en la capilla se instalaron en la calle, frente a la puerta de entrada. [...] Los guardias de asalto disolviendo la manifestación espontánea de católicos, que se proponían dirigirse al Gobierno civil para protestar del robo sacrílego en la Catedral.: 22–24 

Por su parte, la revista Nuevo Mundo, en su edición del 19 de febrero, ofreció también una reseña sobre lo ocurrido:

[…] Estaba abierta por la mitad, en sentido vertical; el pedestal, fraccionado en varios trozos. En tierra, también, los objetos y las miniaturas de imágenes sagradas que adornaban a esta admirable escultura de la Inmaculada. […] El hecho de que la cabeza estuviese íntegra hace posible una restauración de la bellísima escultura mutilada en la Catedral de Valencia. […] Al conocer el bárbaro sacrilegio, millares de fieles se acercaron a la Catedral y rezaron una salve, en signo de desagravio, en la capilla de Nuestra Señora de los Desamparados. La enorme cantidad de gente no cabía en el templo, y muchísimas personas quedaron fuera, en la calle, rezando de rodillas. […] Los católicos valencianos, después de la misa mayor celebrada en la Catedral, organizaron una manifestación, formada por millares de personas, para protestar ante el gobernador del sacrilegio cometido en la imagen. Los guardias de asalto intentaron disolver la manifestación; pero no fue posible por el número, verdaderamente enorme, de personas que la formaban. Así lograron llegar al Gobierno Civil, en el que una comisión expresó enérgicamente ante la autoridad su protesta por el sacrílego robo. […] Mientras en la calle el gentío manifiesta vivamente su protesta por este lamentable hecho, en la capilla de la Inmaculada los agentes de policía examinan detenidamente los restos de la destrozada imagen para buscar en ellos las huellas dactilares que ayuden a la labor investigadora para el esclarecimiento del sacrilegio descubierto el domingo último en el templo valenciano.: 19 

### Restauración

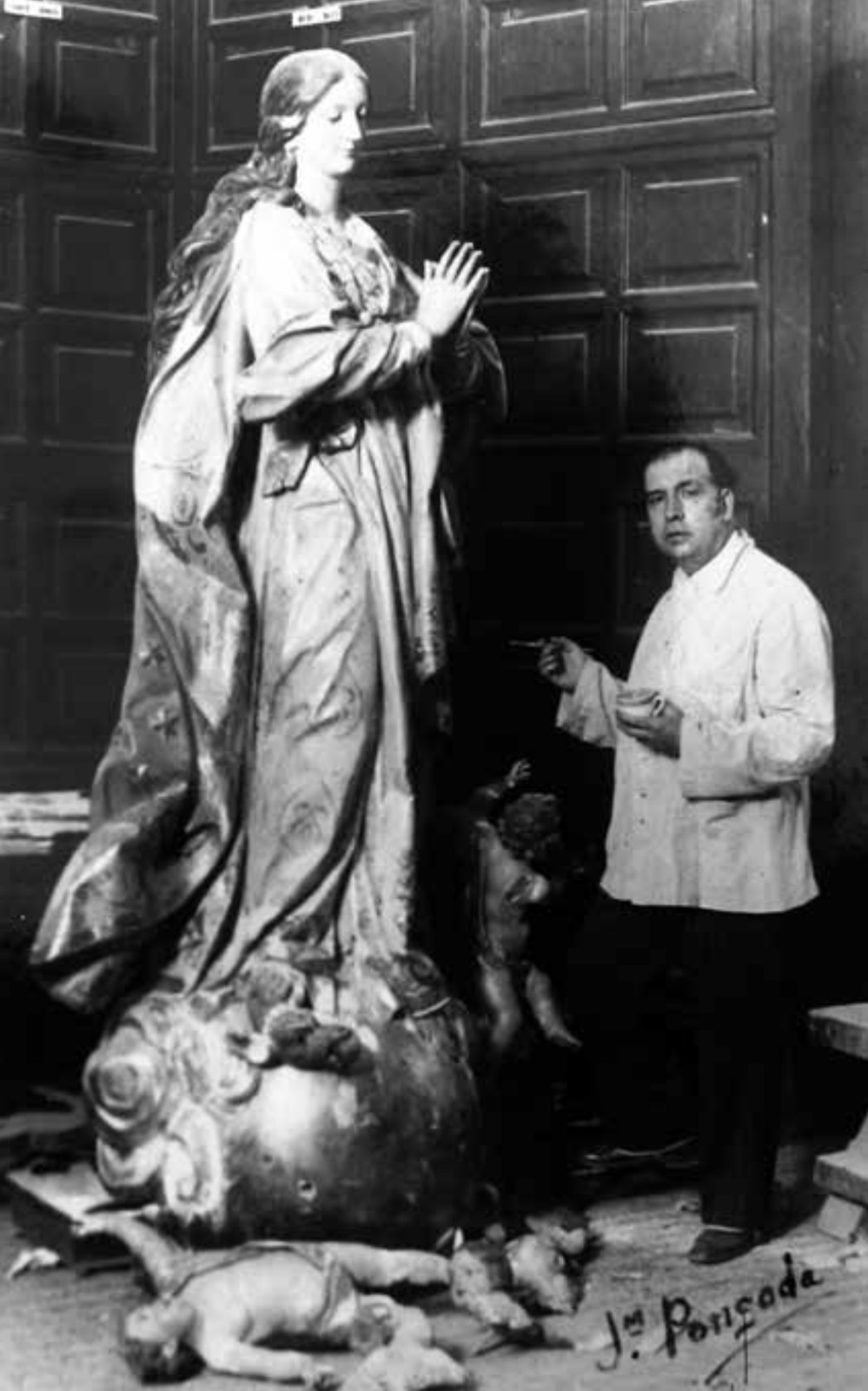
José María Ponsoda Bravo durante la restauración de la imagen.

La imagen fue restaurada de inmediato por José María Ponsoda Bravo, quien recibió el encargo de dicha tarea por parte del arzobispo de Valencia Prudencio Melo y Alcalde. De acuerdo con Ferri Chulio: «Reconstruida y restaurada por el escultor José Ma Ponsoda el dia 24 de Abril de 1932 fué entronizada en el altar mayor de la Catedral, celebrándose una solemne fiesta en su honor. Días más tarde fué colocada en su capilla». La reparación, la cual contó con el beneplácito de Mariano Benlliure, escultor por el que Ponsoda sentía una gran admiración, fue acometida en las dependencias de la catedral tal y como atestigua una fotografía procedente del archivo personal del artista, en la que se puede ver a Ponsoda junto a la talla y frente a los grandes armarios que decoraban la sacristía. Pese a los pocos datos que se conocen de esta intervención a raíz de la pérdida de las actas del cabildo de 1932, se sabe que el escultor procedió a ensamblar los fragmentos para después enyesar y policromar las juntas, quedando constancia de la comisión en su Libro de Encargos:: 299 

Al venir la República hicieron la profanación de romper la Inmaculada que se venera en la Santa Iglesia Catedral Metropolitana de Valencia (obra del Gran Maestro Esteve) hicieron dicha imagen en 82 pedazos. El Excelentísimo Señor Arzobispo Doctor Don Prudencio Melo me confió la restauración, que la hice en la misma Catedral en presencia del Muy Ilustre Cabildo y con el visto bueno de Don Mariano Benlliure que me dio un abrazo.: 299 

### Destrucción
La restauración de Ponsoda apenas duró cuatro años puesto que el 21 de julio de 1936, cuatro días después del estallido de la guerra civil, la imagen resultó destruida en un incendio desatado en la catedral, si bien este no fue el único edificio religioso atacado ya que también se saquearon e incendiaron la Basílica de la Virgen de los Desamparados (entonces capilla) y el palacio arzobispal (ya el 18 de julio se habían quemado otros templos). De acuerdo con testimonios contemporáneos, la mañana del 21 de julio se empezaron a reunir un gran número de personas en la plaza de la catedral (actual plaza de la Virgen); para ese entonces la Iglesia de los Santos Juanes llevaba tres días siendo pasto de las llamas, lo que alentó a los republicanos a incendiar otros templos, como la Iglesia de Santa Catalina y San Agustín, la Iglesia de San Martín y San Antonio, la basílica y la catedral, pese a los esfuerzos de Francisco Javier Goerlich Lleó, entonces rector de la Universidad de Valencia, quien trató sin éxito de calmar a la gente. Según la prensa de la época, hacia el mediodía tanto la catedral como la basílica ya habían sido saqueadas e incendiadas debido a que en torno a esas horas Manuel Uribarri Barutell, capitán de las milicias, pidió a los ciudadanos por radio que acudiesen a sofocar las llamas. Para ese entonces la imagen de la Virgen de los Desamparados ya había sufrido el robo de la corona y todas sus alhajas, si bien la talla pudo ser salvada a diferencia de la imagen de Bonet, completamente destruida al igual que otras obras de la catedral, la cual sufrió siete incendios simultáneos, arrasando las llamas el museo, donde se custodiaban las andas de plata para la procesión del Corpus Christi (la intensidad del fuego llegó a ser tal que las rejas de hierro que daban a la calle Barchilla se doblaron). Al igual que Uribarri, el alcalde José Cano Coloma solicitó la asistencia de voluntarios para sofocar las llamas, maniobra que sin embargo resultó inviable debido a la imposibilidad de acceder al interior del templo, el cual estuvo ardiendo toda la jornada del 21 de julio, acudiendo el alcalde y varios empleados y funcionarios del archivo municipal a la seo al día siguiente para recuperar todos los objetos que lograron salvarse del fuego, piezas que fueron llevadas al ayuntamiento. Aunque un gran número de imágenes resultaron definitivamente perdidas, algunas tallas patronales pudieron salvarse, como la Virgen de los Desamparados, la Virgen de Sales (Sueca) y las imágenes marianas del Castillo de Corbera y del Convento de Aguas Vivas.

### Reemplazo

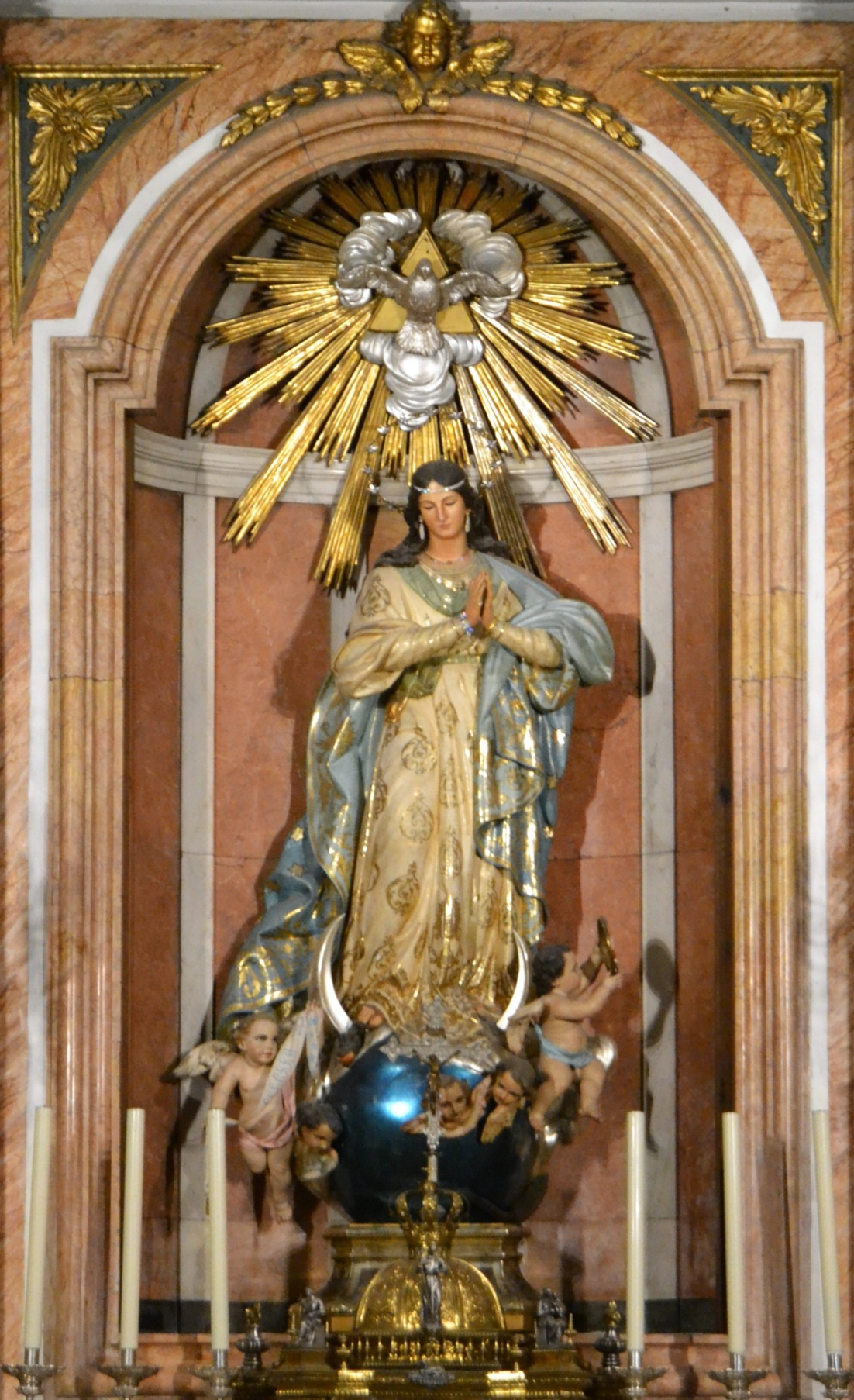
Purísima Concepción (1939), por Ponsoda.

La actual imagen de la Purísima Concepción fue realizada por Ponsoda en 1939, ya terminada la contienda tal y como consta en el Libro de Encargos a continuación de la nota relativa a la restauración: «Pero más tarde vino la barbarie y la quemaron. La que se venera hoy en la Santa Iglesia Catedral Metropolitana la hice por mi cuenta recordando aquella en acción de gracias». La inauguración de la restaurada capilla y la nueva titular, la cual fue regalada por el escultor, tuvo lugar a finales de abril de 1940, constando el 3 de febrero de 1942, en una cuenta dada por parte de Elías Olmos Canalda al cabildo, el obsequio de varias joyas para la talla: «El Muy Ilustre Señor Elías Olmos Canalda da cuenta del regalo de unas preciosísimas joyas que están valoradas en más de 70 000 pesetas para la diadema de la Inmaculada de la Catedral y propone por ello se resguarde la imagen con la correspondiente urna de cristal». Cabe destacar que junto con la donación de la talla, el propio Ponsoda regaló a la seo un crucifijo a tamaño natural realizado por él hacia 1922 en agradecimiento por haber podido salvarlo de la destrucción durante el conflicto, circunstancia de la que dejó testimonio en el Libro de Encargos: «El Santísimo Cristo de madera de doradillo tamaño natural, que está en la Sacristía de la Catedral, que de milagro se salvó en mi casa, lo regalé en acción de gracias».: 300–301 

## Descripción

### Original
En palabras de José Vicente Martí Mallol:

[…] una magnífica Purísima Concepción, sobre peana, mundo y trono de nubes, en el que hay dos bellísimos niños ángeles; uno con un ramo de azucenas y otro con un espejo; y tres serafines que nada dejan que desear. Imagen resuelta con gran magisterio en su cara está admirablemente representado el pudor de tan privilegiada criatura; la cabeza la tiene algo ladeada y coronada de doce estrellas; las manos las junta con naturalidad; tiene la luna a sus pies y con el derecho abate el poder de la serpiente que conserva asida en su boca la fatal manzana. Rostro celestial, actitud humilde, llena de nobleza, gracia y candor angelical […] Son los dotes característicos de esta Concepción, constituyendo una de las buenas obras de arte que encierra este templo, trabajada con sumo gusto artístico: su altura es de 1,812 metros.: 338 

La imagen, de gran maestría, destacaba por la sobriedad de sus formas, obedeciendo el rostro al prototipo habitualmente empleado por Bonet, si bien el resto de la obra poseía un elevado grado de originalidad, tanto en los detalles como a nivel general. La total ausencia de las nubes tan características de la iconografía inmaculista ayudaba a dotar a la simbólica esfera celeste en la que se asentaba la imagen de una notoria sensación de equilibrio inestable, mientras que la prolongada línea del eje que discurría desde la cabeza de la Virgen hasta la base de la esfera contaba con una gran y graciosa armonía, acentuada a su vez por la pose del cuerpo. Respecto a las manos, estas ayudaban a representar el deseo de elevarse, como si se tratase de una flecha disparada al cielo, lo cual contribuía a remarcar la sensación de ingravidez que Bonet quiso plasmar en la obra, de evidente corte neoclásico.: 338–340  Cabe destacar que la imagen se hallaba cubierta por un lienzo bocaporte obra de José Vergara Gimeno representativo de la Inmaculada, hoy día ubicado en el altar mayor de la capilla del palacio arzobispal. Este lienzo, el cual muestra a la Virgen con una iconografía diferente a la talla ya que aparece rodeada de ángeles mancebos tocando diversos instrumentos musicales, fue pintado por Vergara en la misma época en que Bonet creó la Purísima Concepción, siendo retocado y restaurado por el propio pintor el 14 de octubre de 1788.: 119 

### Réplica
La actual imagen exhibe las manos juntas al igual que la anterior en señal de oración al tiempo que pisa la serpiente ubicada sobre la esfera, de la que parten los extremos de una luna creciente junto con tres serafines y dos querubines en ambos extremos y dispuestos sobre nubes, portando uno la azucena y otro el espejo. A diferencia de muchas otras imágenes facturadas por Ponsoda tras la guerra, caracterizadas por lucir nimbos o aureolas en madera dorada, la cabeza de la Virgen porta una aureola de metal plateado con las doce estrellas en representación de las doce tribus de Israel. A pesar de que para Felipe María Garín «no alcanza las delicadísimas calidades de aquella», sumado a la reducción de la ornamentación neoclásica de la talla de Bonet, la variación en las molduras de la peana (muy cercana al neogótico), y el empleo de meandros para la fabricación de las orlas y de plata corlada para los dorados, la imagen de Ponsoda recrea con acierto las dobleces de los paños así como los volúmenes y las proporciones de la obra precedente.: 300–301 

## Legado
La Purísima Concepción de Bonet constituía una obra de gran reconocimiento no solo dentro de su catálogo sino también a nivel general por su innovadora composición iconográfica, con múltiples imágenes elaboradas tanto antes como después de la guerra inspiradas en ella, destacando particularmente la Inmaculada creada por Ponsoda en 1934 para los frailes franciscanos del Convento de Duque de Sesto en Madrid (réplica muy simplificada) así como un modelo en barro conservado en la colección de los descendientes del escultor.: 300–301  Sobresalen a su vez la Inmaculada de la Iglesia de Santa Catalina de Alcira (desaparecida en 1936), la Inmaculada de la parroquia homónima de La Carolina (Jaén), obra de Enrique Bellido Miquel, y otras cuatro esculturas facturadas por Pío Mollar Franch: la Purísima Concepción de la Iglesia de San Pedro Apóstol de Mogente, la Inmaculada venerada en la parroquia homónima de Dúrcal (Granada), la Inmaculada del Real Monasterio de Santa María de Guadalupe (Cáceres), y la Inmaculada del Colegio La Salle La Purísima (Sevilla).: 7  En general, hay constancia de un gran número de imágenes inspiradas en la obra de Bonet fechadas tanto antes como después de la guerra y repartidas en su mayoría por la Comunidad Valenciana: Gandía (1917), Teulada (1920), Cuatretonda (1922), Alfara del Patriarca (1939), Manises (1939), Pedreguer (1940), Oliva (1941), Villamarchante (1941), las Terciarias Franciscanas de Alquería de la Condesa (1943), las Teresianas de la calle Baja de Valencia (1945), el seminario de Orihuela (1945), las Clarisas de la Puridad de Valencia (1946), Fuente Encarroz (1947), Masamagrell (1948), Almiserat (1950), El Puig (1952), Calles (1957), Vinalesa (1958) y la Catedral de Teruel (1960).: 301 

## Galería de imágenes

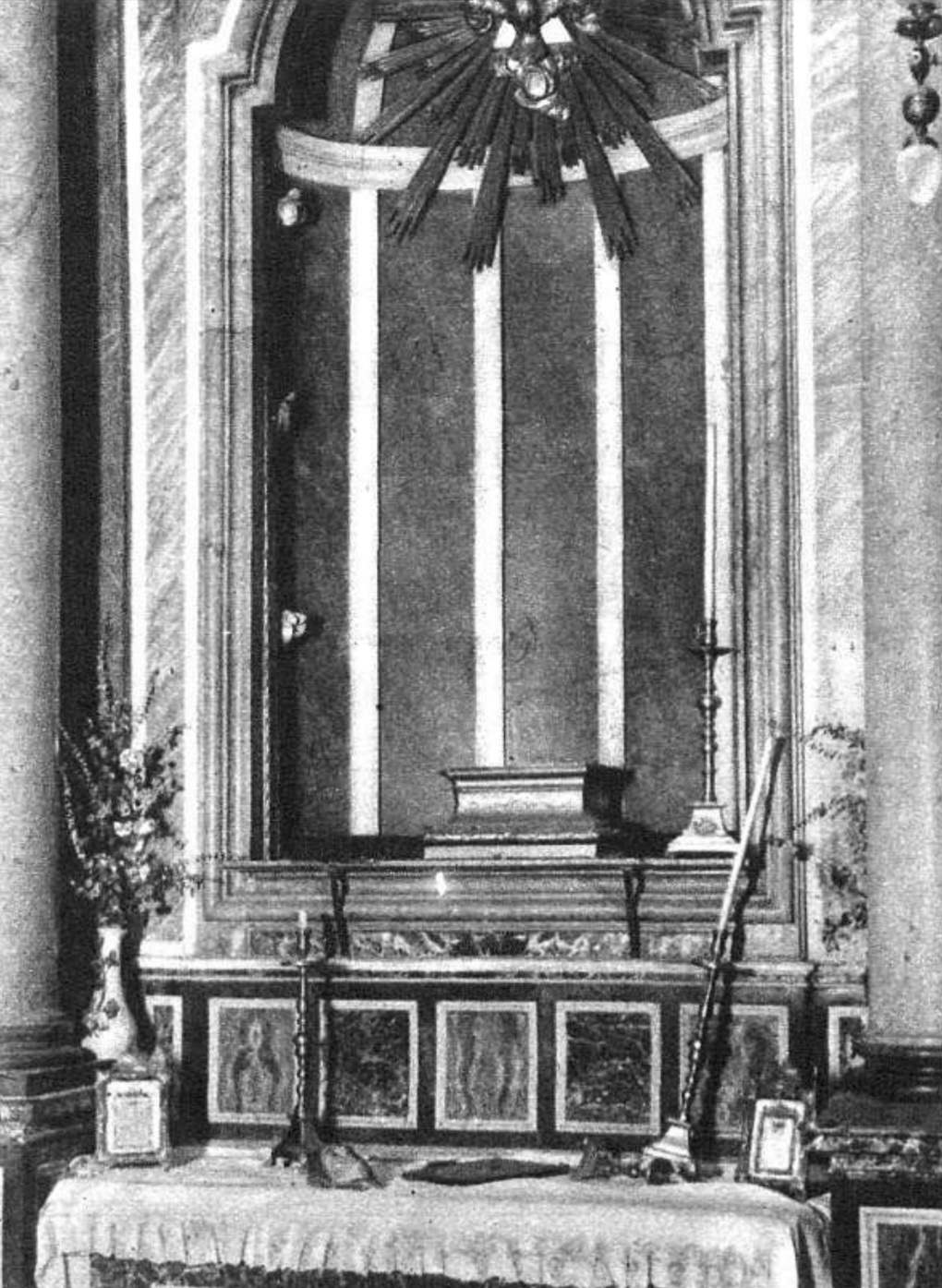
La hornacina tras el atentado contra la imagen.
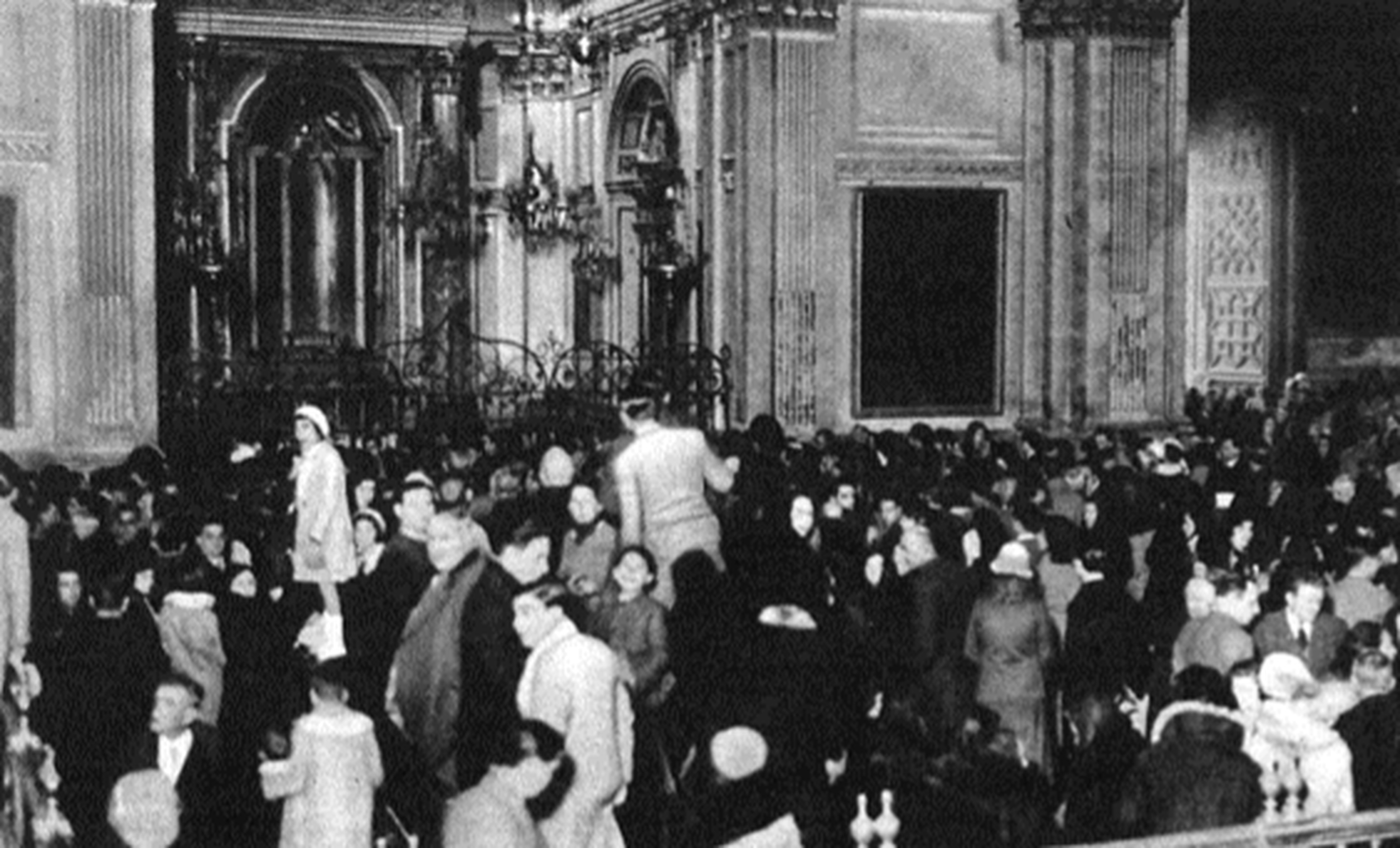
Fieles contemplando la hornacina vacía.
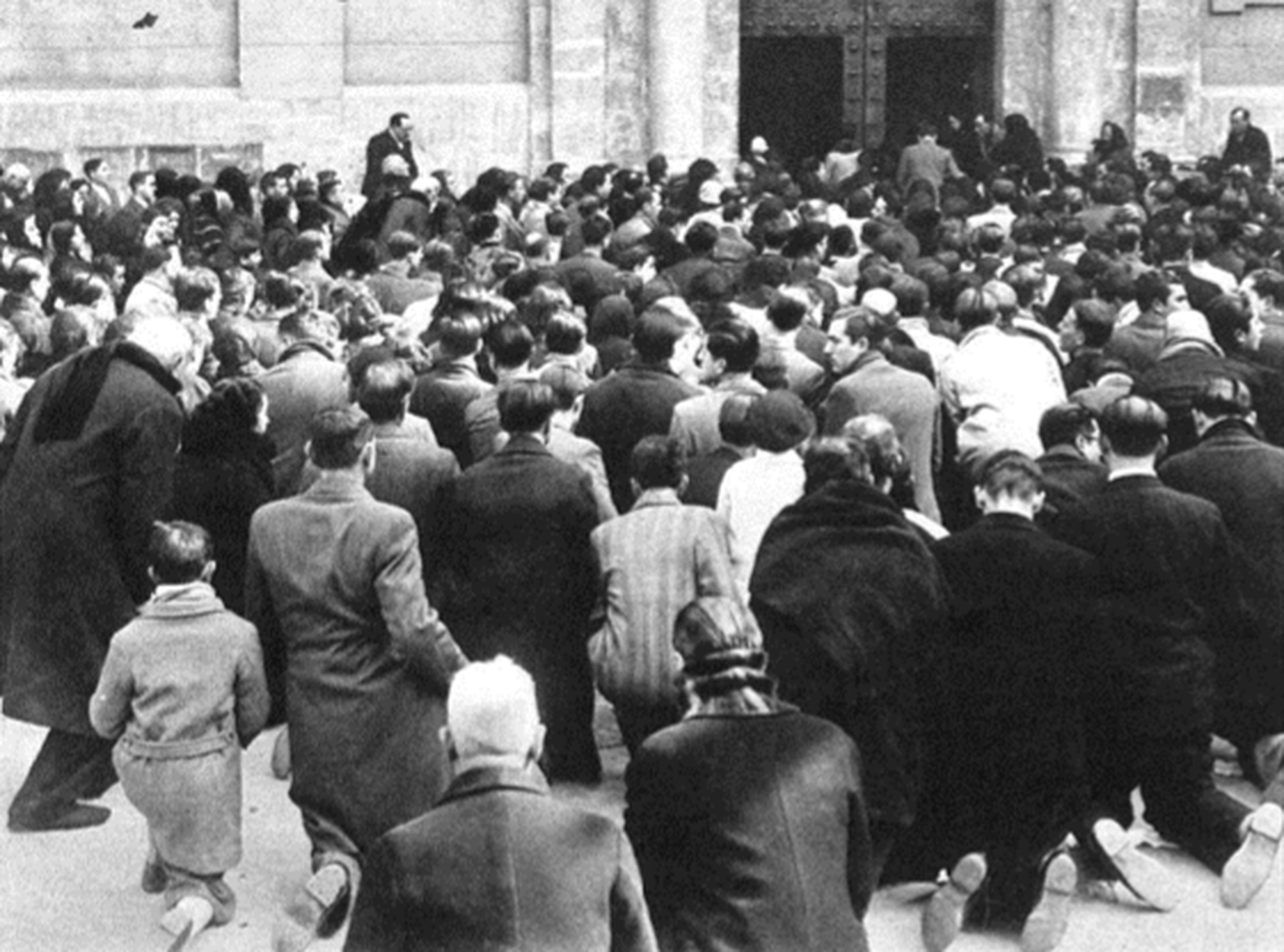
Fieles rezando el rosario en acto de desagravio.
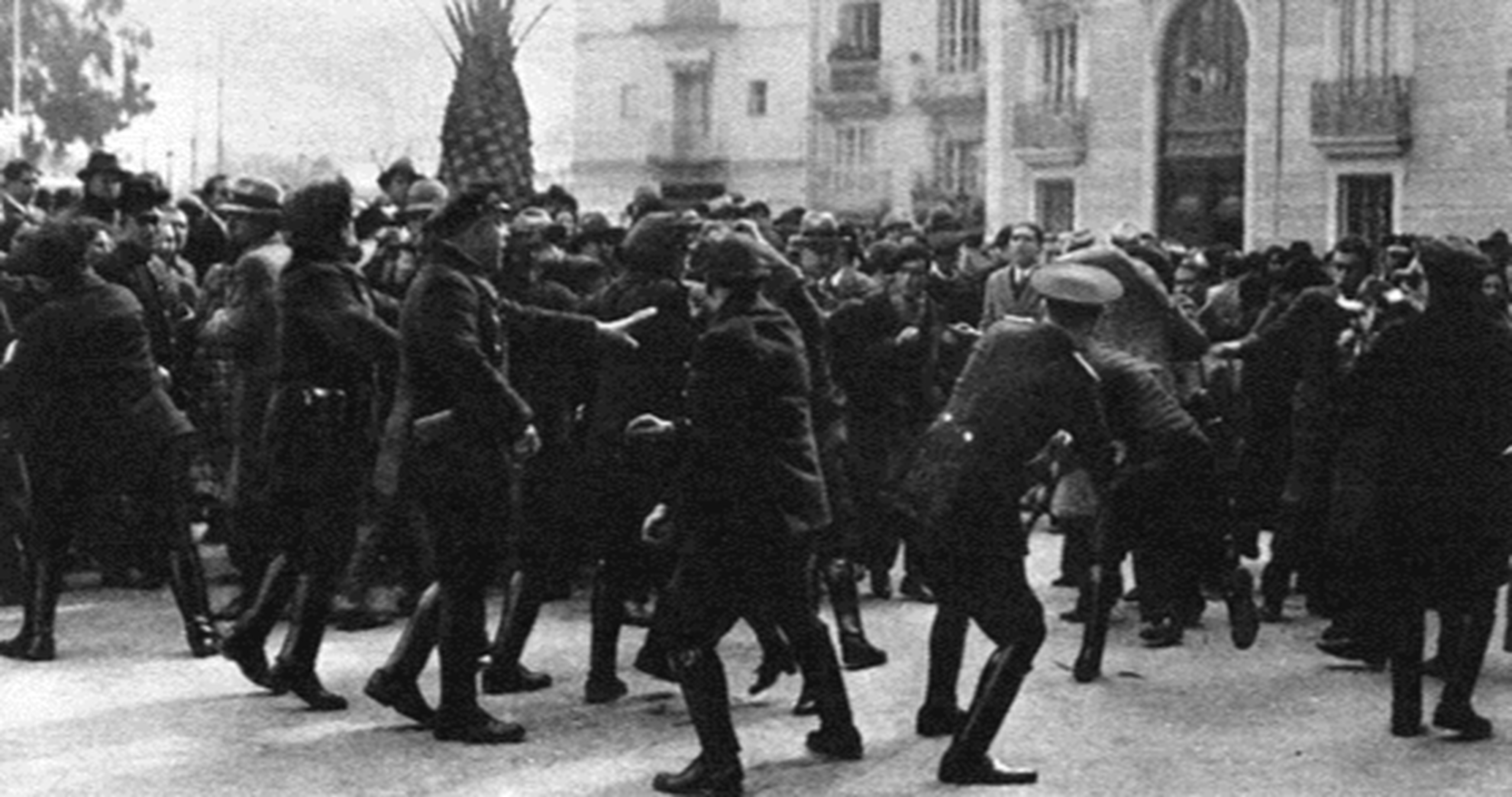
Disolución de la manifestación llevada a cabo por los fieles.